# Melipona rufescens
Melipona rufescens är en biart som beskrevs av Heinrich Friese 1900. Melipona rufescens ingår i släktet Melipona och familjen långtungebin. Inga underarter finns listade i Catalogue of Life.